# Zaio
Zaio (Tamazight: ⵣⴰⵢⵢⵓ, Arabisch: رايو) is een stad en gemeente gelegen in het Rifgebergte in het noordoosten van Marokko. Zaio maakt deel uit van de provincie Nador in de regio Oriental. Zaio telde in 2024 ruim 36 duizend inwoners.

## Ligging en streek
Zaio is gelegen aan de voet van de berg Idaa tussen Nador en Berkane. Het stadje ligt aan de nationale weg N2. De Middellandse Zee ligt zo'n 40 km naar het noorden. In oostelijke richting ligt de stad Berkane. Aan de rand van Zaio stroomt  de rivier de Moulouya. De stad maakt deel uit van de regio Oriental, en ligt in het noordoosten van het land. Zaio ligt op de taalgrens. De stad zelf is qua taal gemixt. Hoewel de meerderheid Darija-Arabisch spreekt, wordt er ook Riffijns-Berbers gesproken.

## Ontstaan
De geschiedenis van Zaio begint rond het jaar 1700, toen de nomadenstam Oulad Settout zich aan de grens met de Rif vestigde. Zaio was in die tijd niet meer dan een zeer kleine ontmoetingsplaats voor handelaren en boeren die er hun gewassen verkochten. Rond 1825 begint Zaio een wat vastere vorm te krijgen door instroom van immigranten die zich permanent vestigen. Ook steeds meer leden van de nomadenstam Oulad Settout beginnen zich te vestigen, waardoor Zaio uitgroeit tot een vast dorp. Na de onafhankelijkheid van Marokko begon Zaio snel te groeien, vooral door toestroom van boeren uit de omgeving. Vandaag de dag is Zaio een gemiddeld stadje met zo'n 35.000 inwoners.

## Bevolking
De stad wordt bevolkt door Arabisch sprekende Marokkanen en een kleiner deel door Riffijnen.

## Economie
Sinaasappel- en olijfboomgaarden zijn een van de belangrijkste bronnen van inkomsten in de regio. Ook worden er suikerbieten geteeld voor de productie van ongeveer 2 ton suikerbieten per jaar. De suikerfabriek Al-Ghazal in Zaio is de grootste in zijn soort in Marokko en verwerkt bieten vanuit de gehele regio en verkoopt de suiker door geheel Marokko. Ook kent de stad ekele kleine baksteenfabrieken.